# 마당극
마당극은 1970년대 이후 한국의 전통적인 연희인 탈춤, 풍물, 판소리 등에서 영향을 받아 형성된 야외 연극이다. 무대와 관객의 적극적인 소통과 시공간의 유연한 운용이 특징이다.

## 배경
1970년대에는 다양한 형태의 실험적 연극이 공연되었다. 김민기의 《공장의 불빛》은 노래굿의 형태로 공연되었고, 박동진은 《판소리 예수전》을 비롯한 창작 판소리를 선보이기도 하였다. 이러한 다양한 실험은 연극의 공연에도 영향을 주었다. 마당극은 전통문화의 창조적 계승이라는 인식에서 시작되었다. 1960년대 말 탈춤 부흥 운동을 마당극의 기원으로 보기도 한다. 당시 대학가에는 탈패라는 이름으로 많은 탈춤 동아리들이 만들어졌다.
1970년대 초 당시 연극계에서 공연은 실내 무대에서 하는 것이 일반적이었고 10월 유신이라는 정치적 상황 때문에 표현의 자유는 극도로 제한되어 있었다. 당시의 젊은 연극인들 중 일부가 전통의 계승이라는 민족주의적인 배경과 시대를 비판하고자 하는 민주주의적인 배경을 갖고 새로운 극으로서 마당극을 시작하였다. 대개는 김지하의 《진오귀굿》을 그 시작으로 평가한다.
마당극의 형성 과정에서 처음부터 연극 형식에 대한 이름을 새롭게 붙이지는 않았다. "마당"과 "극"을 조합하여 이름을 붙인 첫 사례는 1978년 서울대학교 연극반의 《허생전》으로 알려져 있다.

## 발전
마당극은 발전 과정에서 상업적 연극 공연에 무게를 두는 흐름과 민주화 운동의 각종 현장에 합류하여 소통에 무게를 두는 흐름으로 분화되었다. 상업적 연극으로서 마당극은 《흥부전》, 《춘향전》과 같은 판소리 계열의 고전을 재해석하거나 새로운 이야기를 창작하여 공연하였다. 윤문식과 같은 배우가 이러한 흐름의 대표적 사례라 할 수 있다.
1970년대 초기의 마당극은 기존의 연극 대본을 마당극 형태로 바꾸어 공연되었다. 초기 마당극 연출가로 흔히 마당극의 창시자로 평가받는 임진택은 당시 마당극 공연은 민족적 전통의 계승이란 점이 크게 작용하여 연출과 공연 기법에 대한 개발은 상대적으로 부족했다고 회고한다.
1980년대에 들어 문화방송과 같은 방송사가 주최하는 마당극 공연은 점차 규모가 커져 체육관에서 공연을 갖기도 하였다. 문화방송의 《마당놀이》는 1981년 창사를 기념해 열린 《허생전》 이후 2010년까지 30년 동안 250만명의 관객을 동원하였다. 한편 민주화 운동과 함께한 흐름은 1987년 6월 민주 항쟁과 노동자 대투쟁을 맞아 《노동의 새벽》과 같은 다양한 마당극을 공연하였다. 특히 이한열의 죽음 이후 일어난 대규모 시위는 당시 수많은 문화예술인들도 거리로 불러 모으는 계기가 되었다.
1990년대에 들어 서울 뿐만아니라 지역 각 곳에 마당극을 전문으로 하는 극단이 창설되었다. 예를 들어 대전의 마당극 극단 우금치 역시 1990년 대학교의 탈춤 동아리가 모태가 되어 만들어진 단체이다. 현장성을 강조하는 흐름에서는 방송사의 대규모 마당놀이를 상업적이며 국가주도적 성격의 관제라는 이유로 비판한다.

## 쇠퇴와 변화
1990년대 들어 마당극 공연은 전반적으로 쇠퇴하기 시작하였다. 문화평론가 이영미는 현장 중심으로 활동하던 마당극 공연 흐름은 민주화 운동을 비롯한 각종 현장이 쇠퇴하면서 동반하여 쇠퇴할 수 밖에 없었다고 지적한다. 1996년 마로니에 공원에서 열린 마당극 공연을 보도한 이화여자대학교 학보의 기사는 학생운동의 쇠퇴와 함께 마당극 역시 쇠퇴하고 있음을 보여준다.
민주화의 진전과 함께 권력에 대한 풍자가 줄어들면서 마당극은 다시 고전의 재해석, 해외 연극의 번안과 같은 형태의 극들이 공연되기 시작하였다. 기존의 마당극이 쇠퇴하자 변화와 발전을 위한 다양한 방법들이 모색되었으며, 그 가운데 마당극을 거리극의 일환으로 파악하고 마당극이 갖는 극적 유연함이나 관객과의 소통은 살리되 보다 다양한 주제와 예술적 완성도를 높이고자 하였다.
오늘날 마당극 또는 마당놀이는 지역 축제의 일환으로 공연되거나 어린이를 대상으로 한 공연이 올려지고 있다. 한편 5.18 민주화 운동 등을 소재로 한 마당극 역시 꾸준히 공연되고 있다.

## 형식과 특징
마당극은 이름에서 명시하는 것처럼 야외 공연을 목적으로 만들어진 연극이다. 실내에서 공연하더라도 관객이 3면 이상 둥그렇게 둘러쌀 수 있도록 무대를 구성한다. 극은 대본을 갖고 진행되지만 배우와 관객 사이의 즉흥적인 소통이 일어나도록 계획된다. 어떤 경우엔 관객이 극의 흐름에 영향을 주도록 의도되기도 한다. 물론 모든 연극은 관객이 연기에 몰입되어 감정 이입을 일으키도록 끌어드리려 한다. 그러나 마당극은 보다 적극적으로 관객의 개입을 유도하는 특징이 있다.
무대의 설정에서도 복잡한 시설이나 도구 없이 상징적 사물로서 배경을 암시한다. 예를 들어 두 배우가 그냥 무대에 앉아 대화를 하면 아무런 소도구 없이도 안방이 되는 식이다. 이 때문에 일반적인 연극과 달리 마당극의 배우는 보다 관객이 상황을 이해할 수 있도록 상징성이 강한 연기를 표출할 필요가 있고, 이를 위해 춤, 노래, 표정과 몸짓 등을 사용한다.
일반적인 연극과 달리 별다른 도구가 없이 진행되는 마당극은 얼핏 대충 만들어진다고 생각할 수 있으나 상황의 이해를 위해 관객의 상상력을 보다 적극적으로 자극해야 하고 관객의 개입을 요구해야 하며 그러면서도 극적 완성을 추구해야 하기 때문에 뛰어난 마당극의 공연은 결코 쉽지 않다. 관객의 호응과 함께 연극이 진행된다는 점에서 마당극은 일종의 제의적 성격을 갖는다. 마당극 진행의 형식도 본격적인 연극 전에 관객과 호흡을 맞추는 앞풀이, 본공연, 공연 뒤에 함께 놀이를 즐기는 뒤풀이 등으로 구성된다.

## 영향
마당극 형식은 창작뮤지컬과 같은 다른 형식의 공연에 영향을 주었다. 한국 최초의 창작 뮤지컬로 평가받는 《살짜기 옵서예》는 많은 부분에서 마당극 형식을 빌려왔다.

## 같이 보기
- 뮤지컬
- 판소리
- 창극